# Famille Dagly
La famille Dagly est une famille de « vernisseurs » ou « laqueurs », originaire de Spa, en principauté de Liège.
Elle s’est distinguée au XVIIe siècle par l’invention d’un vernis spécifique qui porte aujourd’hui son nom. Elle a participé à la renommée européenne des Jolités de Spa, et fait la fierté de la cour du roi Frédéric Ier de Prusse, avec Gérard Dagly (1660 - ca. 1715), puis de la Manufacture royale des meubles de la couronne, les Gobelins, sous Louis XIV, avec Jacques Dagly (1665-1729), en brisant le monopole de la Hollande qui resta longtemps la seule importatrice de laques japonaise (le goût pour l'orient mythique). La dynastie Dagly réussit des imitations fort prisées.

## Histoire
Les Dagly, orthographiés parfois d’Agly, trouvent leurs origines dans les familles du patronyme « le Dagly » et avant eux « le Daglier », issu ? de Colin Bredar, maître de forges, fondateur de Spa au début du XIVe siècle. Cette famille était l’une des plus considérables de l’ancien Spa.
La dynastie des Dagly a traversé tout le XVIIe siècle. C’est une dynastie avant tout de « vernisseurs » ; selon les données généalogiques connues à ce jour, sept Dagly ont été fabricants de vernis, décorateurs, et trois ont été peintres. Ce nouveau vernis a donné une qualité unique aux Jolités de Spa, ou ouvrages de Spa, qui ont largement contribué à la notabilité internationale de la ville d’eau. Avec la dynastie des dessinateurs Leloup de Spa, elle est précurseur et alliée de et à celle des peintres, dessinateurs, graveurs, ciseleurs, tourneurs Xhrouet de Spa. Dans le domaine des inventions, on fera le rapprochement avec le peintre Philippe Xhrouet, créant la nouvelle couleur de porcelaine, rose-Pompadour en 1757 à la Manufacture royale de Sèvres (Paris).
La dynastie des Dagly est le fait principal des familles des peintres et frères, Jean Dagly (x1649) et Jacques Dagly (x1654?). Les descendants du premier se consacreront aux Jolités de Spa qui y sont produites, ceux du deuxième, à la production internationale de la dynastie à Berlin et à Paris. On notera qu’au même titre que les Leloup et les Xhrouet, cette dynastie de Spa s’est doublée des fonctions de magistrats de la ville d’eau en plein essor qui deviendra le « Café de l’Europe ».

## Personnalités
- Jean le Dagly (x1593), bastonnier, bourgmestre[1]
  - Jean le Dagly (x1622), peintre, échevin
    - Jean Dagly (x1649), peintre
      - Nicolas Dagly (°1651), fabricant de vernis
      - Lambert Dagly (°1655), fabricant de vernis
      - Gérard Dagly (°1657), fabricant de vernis
        - Jean Gérard Dagly (x1715-1770), fabricant de vernis

      - Remacle Dagly (°1665), fabricant de vernis

    - Jacques Dagly, peintre
      - Gérard Dagly (1660-ca.1715), inventeur, fabricant de vernis, Intendant des ornements de Frédéric Ier à Berlin
      - Jacques Dagly (1665-1729), fabricant de vernis, Gobelins à Paris

## Gérard Dagly
Né à Spa en 1660 de l’union de Jacques Dagly, peintre, et Elisabeth Defaaz. Il sera le plus notablement connu de la dynastie Dagly. Il sera d’abord fabricant de vernis, décorateur, à Spa à l’instar de ses quatre cousins et de son frère, Jacques Dagly. Dans les années 1680, il s’installera à Berlin et y ouvrira en 1686 une manufacture de meubles qui connut un grand succès. Ses meubles dans le style baroque étaient connus à Paris sous le nom de « cabinet de Berlin ». Son frère le rejoignit et participa au succès de la manufacture. De nombreux artistes furent formés à la manufacture Dagly dont Martin Schnell qui entrera au service d’Auguste II de Pologne et qui contribua au succès des meubles vernis à Dresde.

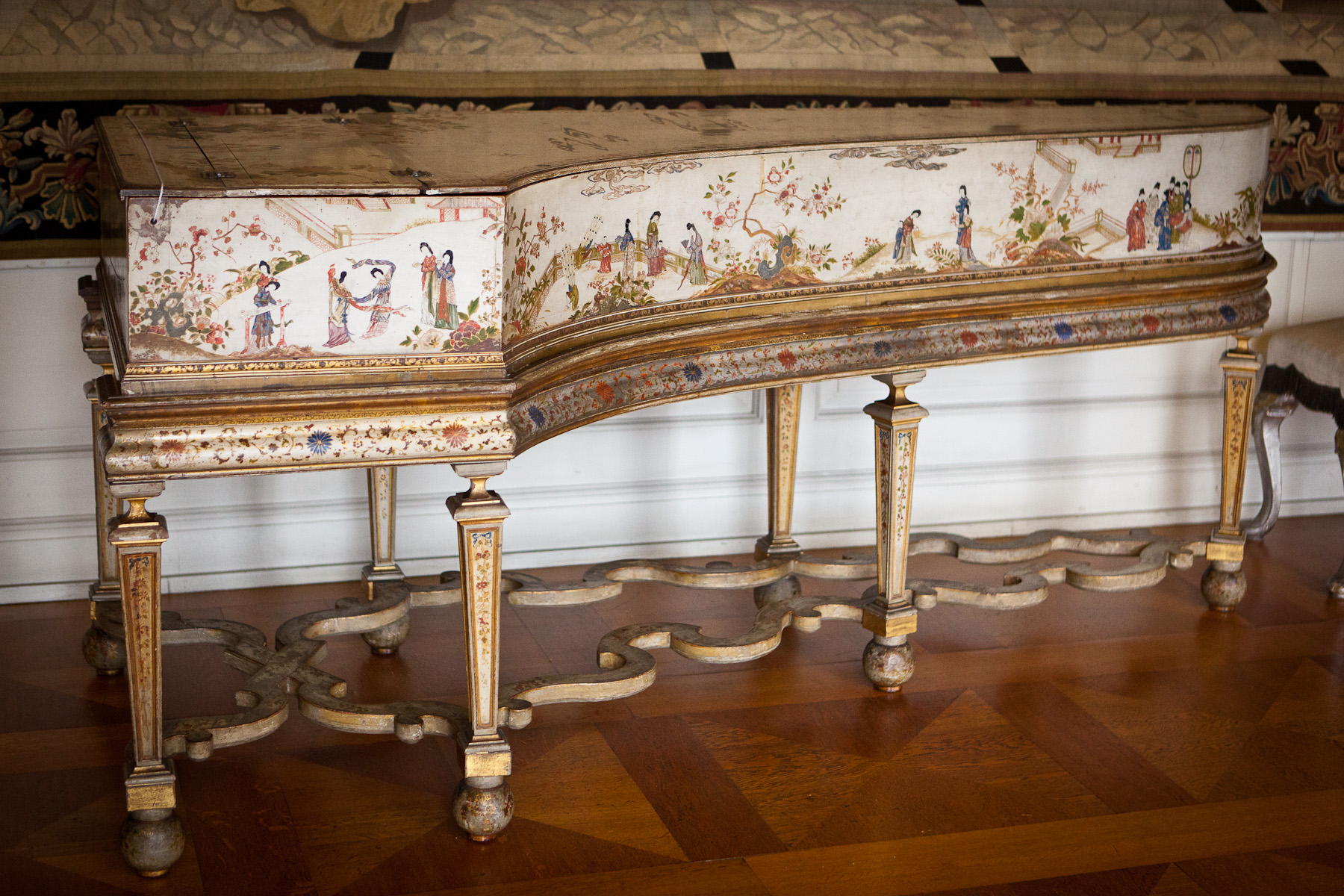
Clavecin de Michael Mietke décoré par Gérard Dagly (château de Charlottenbourg).

Gérard, ou Gerhard, Dagly décorait aussi des clavecins et des boîtes à tabac, des pommeaux de cannes, des gardes d’épées. Il inventa des méthodes d’application de l’argent verni, en place des feuilles d’or, sur les livres et les cuirs. Il fit aussi des recherches sur la restauration des vernis des toiles de peintres. Et publiera en 1706, le « Recueil des mémoires des diverses expériences fait au sujet de la conservation des tableaux ». En plus, il promut des méthodes de taxidermie comme de protection des pierres, plâtres, métaux et bois.
Il fut aussi responsable de la décoration intérieure de la cour de Frédéric Ier en 1687, puis nommé Intendant des ornements du roi en 1696. En 1713, Frédéric-Guillaume Ier de Prusse, dit le roi Sergent, succédant à son père, arriva au pouvoir et licencia tous les artistes et supprima une centaine de charges de la cour sur cent cinquante. Gérard Dagly ferma sa manufacture et mourut vers 1715.
A contrario, la fille aînée de Frédéric-Guillaume, Wilhelmine de Bayreuth (1709-1758), ayant épousé le margrave Frédéric de Bayreuth, donnera à leur marquisat ses lettres de noblesse et de raffinement. Son frère, Frédéric II de Prusse, dit le Grand (1712-1786) sera le 14e prince-électeur de Brandenburg et le 3e roi de Prusse en 1740, à la mort de leur père. Le tourneur d’ornement, Lambert Xhrouet de Spa, sera appelé plusieurs fois à la cour de Bayreuth.

## Jacques Dagly
Né à Spa en 1665, frère benjamin de Gérard Dagly, fabricant de vernis à Spa, décorateur, il le rejoignit à Berlin à la manufacture de meubles et contribua à son succès. À la suite de l'arrivée au pouvoir de Frédéric-Guillaume de Prusse, il rejoignit Paris, aux Gobelins, Manufacture royale des meubles de la couronne, sous Louis XIV et la direction de Pierre de Cotte (1699-1735) où il contribue à la mise au point du vernis dit des Gobelins. Il collabore avec le peintre Antoine Watteau pour un meilleur rendu de ses toiles. Le peintre de Spa, Mathieu-Antoine Xhrouet, allié avec la famille Dagly, réalisera dans le même temps, de nombreux vélins pour les Gobelins. Jacques Dagly décèdera en 1729.

## Blason
- Armes : D'argent au chevron d'or, accompagné de trois quintefeuilles de gueules[2]

## Hommages
Un odonyme est attribué à la famille Dagly à Spa.